# Costa Marques Airport
Costa Marques Airport är en flygplats i Brasilien.   Den ligger i kommunen Costa Marques och delstaten Rondônia, i den västra delen av landet, 1 800 km väster om huvudstaden Brasília. Costa Marques Airport ligger 168 meter över havet.
Terrängen runt Costa Marques Airport är platt åt sydost, men åt nordväst är den kuperad. Trakten runt Costa Marques Airport är nära nog obefolkad, med mindre än två invånare per kvadratkilometer..
Omgivningarna runt Costa Marques Airport är huvudsakligen savann.